# Erich Ribbeck
Erich Ribbeck (Wuppertal, 13. lipnja 1937.) je bivši njemački nogometni trener i nogometaš, najpoznatiji po trenerskim uspjesima u Bundesligi.

## Karijera

### Igračka karijera
Kao igrač, Ribbeck je nastupao 1950-ih i ranih 1960-ih sa SSV 1904 Wuppertalom, koji se tada spojio s TSG Vohwinkelom u Wuppertaler SV. Najjača liga u kojoj je Ribbeck igrao bila je Oberliga, koja je tada bila podijeljena u pet regionalnih liga.

### Trenerska karijera
U početku svoje trenerske karijere, 31-godišnji Erich Ribbeck je bio najmlađi Bundesligaški trener svih vremena.
Njegov prvi trenerski angažman je bio čak s 30 godina, u sezoni 1967./68., kad je trenirao Rot-Weiss Essen i s njim osvojio drugom mjesto u zapadnoj diviziji druge njemačke lige. U razigravanju za prolazak u prvu ligu, izgubili su od Herthe Berlin.
Jedini osvojeni trofej, Ribbeck je osvojio u Kupu UEFA 1987./88. s Bayer Leverkusenom. U finalu, Leverkusen je u Barceloni izgubio 3:0 od Espanyola, no kod kuće je pobijedio istim rezultatom i pobijedio na jedanaesterce.
Uz to, 1993. godine je zasjeo na drugo mjesto Bundeslige s Bayern Münchenom, a u finalu njemačkog kupa 1976. s Kaiserslauternom, izgubio je od Hamburga.
Na kraju karijere, 1998. godine, Ribbeck se na povratku s odmora na Kanarskim otocima, preuzeo je vodstvo njemačke reprezentacije jer drugi kandidati nisu bili slobodni. Sa 61 godinom života, postao je najstariji trener Njemačke ikad. Reprezentaciju je trenirao dvije godine bez ikakvih uspjeha. Zbog velikog pritiska navijača i medija, Ribbeck se povukao s trenerske pozicije nakon Europskog nogometnog prvenstva 2000. godine. U njemačkoj reprezentaciji je zabilježio 10 pobijeda, 6 remija i 8 poraza, što je najgora statistika svih trenera Njemačke.

## Vanjske poveznice
- Erich Ribbeck na Eintracht-archiv.de